# Helin, Chongqing
Helin (kinesiska: 和林) är en köping i sydvästra Kina. Den ligger i stadsdistriktet Liangping i storstadsområdet Chongqing, omkring 160 kilometer nordost om det centrala stadsdistriktet Yuzhong. Antalet invånare är 19 268. Befolkningen består av 9 084 kvinnor och 10 184 män. Barn under 15 år utgör 18,0 %, vuxna 15-64 år 69 %, och äldre över 65 år 12,0 %.